# رابطة محترفي التنس 2015
رابطة محترفي كرة المضرب 2015 هو موسم يحتوي على 66 بطولة.
- 62 بطولة منظمة من قبل رابطة محترفي كرة المضرب

1. الماسترز 1000 نقطة و عددها 9
2. رابطة محترفي التنس 500 نقطة و عددها 13
3. رابطة محترفي التنس 250 نقطة و عددها 39
4. نهائيات الجولة العالمية لرابطة محترفي التنس و التي تجمع أفضل ثمانية لاعبين في تصنيف رابطة محترفي التنس في نهاية الموسم.

- بطولات كبرى و عددها 4
- كأس ديفيز